# ОШ „Свети Сава” Бачина
ОШ „Свети Сава” Бачина је државна установа основног образовања са седиштем у Бачини, насељеном месту на територији општине Варварин.